# Krameria cistoidea
Krameria cistoidea là một loài thực vật có hoa trong họ Krameriaceae. Loài này được Hook. & Arn. miêu tả khoa học đầu tiên năm 1830.